# 상트페테르부르크에서 모스크바까지의 여행

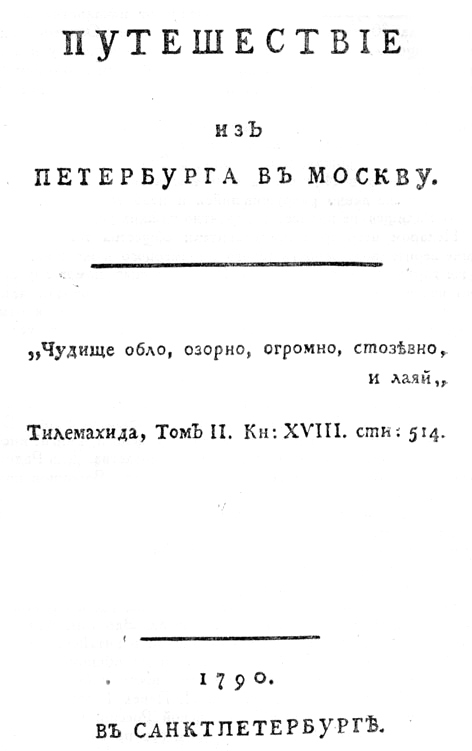

《상트페테르부르크에서 모스크바까지의 여행》(러시아어: Путешествие из Петербурга в Москву)은 1790년에 발간한 라디시체프의 작품이다. 로렌스 스턴의 《풍류기행(風流紀行)》의 형식을 본따 여행자가 여러 지방에서 보고 들은 실제적인 사회 부정을 묘사함으로써 러시아 사회의 병폐를 적발하려고 시도한 것이다. 1주일 가운데 6일을 지주의 밭에서 노동을 강요당하는 농사꾼, 무법의 지주를 정당방위를 위해 때려 죽인 후 종신형을 선고받는 촌민 등 구체적 사례를 평이한 문체로 서술했기 때문에 설득력이 풍부하다.
저자 라디시체프가 사회악의 근원을 ‘백 개의 턱을 가지고 포효하는 괴물’인 전제 정치와 비인도적 농노제에 있다고 보는 사실이 이 책에 잘 나타나 있다. 저자의 체포와 함께 압수된 이 책은 여제의 명령으로 모조리 소각되었으며 그 후 1세기 이상 출판 금지되었다.